# Кадо (Оклахома)
Кадо (енгл. Caddo) град је у америчкој савезној држави Оклахома.

## Демографија
По попису из 2010. године број становника је 997, што је 53 (5,6%) становника више него 2000. године.
| Група             | 2000.       | 2010.       |
| Белци             | 732 (77,5%) | 725 (72,7%) |
| Афроамериканци    | 6 (0,6%)    | 3 (0,3%)    |
| Азијати           | 2 (0,2%)    | 2 (0,2%)    |
| Хиспаноамериканци | 15 (1,6%)   | 18 (1,8%)   |
| Укупно            | 944         | 997         |